# جيمس بارون
جيمس بارون (بالإنجليزية: James Barron)‏ (1913 في المملكة المتحدة - 1999 بنيوكاسل أبون تاين في المملكة المتحدة) هو لاعب كرة قدم بريطاني (وحمل سابقاً جنسية المملكة المتحدة لبريطانيا العظمى وأيرلندا) في مركز حراسة المرمى. لعب مع بلاكبيرن روفرز ودارلينجتون إف سى.

## وصلات خارجية
- جيمس بارون على موقع قاعدة بيانات كرة القدم.إي يو (الإنجليزية)